# WEC 19
WEC 19: Undisputed foi um evento de artes marciais mistas promovido pelo World Extreme Cagefighting ocorrido em 17 de março de 2006 no Tachi Palace Hotel & Casino em Lemoore, California. O evento foi ao ar ao vivo na HDNet Fights.
Oito dos lutadores que lutaram nesse evento, foram campeões do WEC, o que foi o maior número já caracterizado em um card do WEC.

## Lutas Anunciadas

### Card Principal
- Luta pelo Cinturão Peso Pena do WEC:  Urijah Faber vs.  Cole Escovedo

Faber derrotou Escovedo por Nocaute Técnico (interrupção do córner) ao fim do segundo round para venceu o Cinturão Peso Pena do WEC.
- Luta de Peso Meio Pesado:  Tim McKenzie vs.  Doug Marshall

McKenzie derrotou Marshall por Nocaute Técnico (socos e cotoveladas) aos 3:35 do primeiro round.
- Luta de Catchweight (175 lb):  Joe Martin vs.  Tony Alanis

Martin derrotou Alanis por Finalização (chave de calcanhar) aos 2:26 do segundo round.
- Luta de Peso Meio Pesado:  Lodune Sincaid vs.  James Irvin

Sincaid derrotou Irvin por Decisão Dividida.
- Luta de Peso Galo:  Antonio Banuelos vs.  James Cottrell

Banuelos derrotou Cottrell por Decisão Unânime.

### Card Preliminar (foi ao ar na HDNet)
- Luta pelo Cinturão Peso Leve do WEC:  Hermes França vs.  Gabe Ruediger

Franca derrotou Ruediger por Nocaute (socos) aos 0:36 do primeiro round para vencer o Cinturão Peso Leve do WEC.
- Luta de Peso Leve:  Rob McCullough vs.  Olaf Alfonso

McCullough derrotou Alonso por Nocaute (soco) aos 0:12 do segundo round.
- Luta de Peso Meio Médio:  Tiki Ghosn vs.  Pat Healy

Healy derrotou Ghosn por Nocaute Técnico (interrupção médica) devido a um ombro deslocado de Ghosn aos 0:25 do terceiro round 3.
- Luta de Peso Leve:  Philip Wyman vs.  Ryan Healy

Healy derrotou Wyman por Finalização (mata leão) aos 3:18 do primeiro round.
- Luta de Peso Pesado:  Jay White vs.  Jake O'Brien

O'Brien derrotou White por Nocaute (soco) aos 0:14 do primeiro round.

### Lutas que não foram ao ar
- Luta de Peso Médio:  Kenny Ento vs.  Jimmy Dexter

Ento derrotou Dexter por Finalização (chave de braço) aos 1:20 do primeiro round.